# Gerhard Curdes

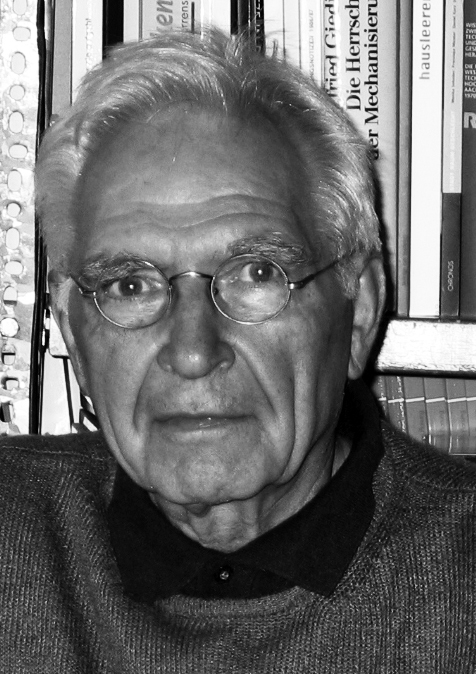
Gerhard Curdes, Architekt und Stadtplaner, 2014

Gerhard Curdes (* 27. April 1933 in Rengsdorf, Landkreis Neuwied) ist ein emeritierter Universitätsprofessor für Städtebau und Landesplanung an der Rheinisch-Westfälischen-Technischen Hochschule Aachen. Zu seinen Forschungsschwerpunkten gehörten Stadtteilplanung, Stadtentwicklung und Stadtmorphologie; als Stadtplaner lag ein Fokus auf öffentlichen Räumen; er erarbeitete Planungsgrundlagen für Stadt und Region Aachen.

## Werdegang
Curdes wurde 1933 in Rengsdorf geboren. Er absolvierte 1947 bis 1950 zunächst eine Schreinerlehre bis zur Gesellenprüfung, wonach er bis 1953 als Bau- und Möbelschreiner tätig war.
Von 1953 bis 1956 studierte Curdes Architektur an der Staatlichen Kunstschule Bremen und nach erster Angestelltentätigkeit ab 1959 an der Hochschule für Gestaltung Ulm (HfG). An der HfG war er von 1961 bis 1963 Redakteur der Studentenzeitschrift output. Außerdem ist er Mitglied im club off ulm, der sich der Sicherung des Erbes der HfG durch Tagungen und Publikationen widmet und das Hfg-Archiv u. a. durch Leihgaben initiiert hat.
Anschließend war Curdes zunächst im Bereich Stadt- und Regionalentwicklung an einem Institut der Handelsforschung, dem Institut Gewerbebetriebe im Städtebau – INGESTA, Köln, tätig. Dort war er von 1964 bis 1967 Gruppenleiter für den Bereich Stadt- und Regionalplanung und bearbeitete u. a. Gutachten über die Kundeneinzugsbereiche von 35 Stadtzentren des Ruhrgebietes und zur Entwicklung von Nebenzentren im Ruhrgebiet. Im Jahr 1965 war Curdes Gründungsmitglied der Gesellschaft für Regionalforschung (GfR), der deutschen Sektion der Regional Science Association, Philadelphia. Von 1967 bis 1971 war er Wissenschaftlicher Sekretär und Schriftleiter der Seminarberichte der GfR. 1967 wurde er in den Planungsstab des Ministerpräsidenten von Nordrhein-Westfalen berufen, den er bis 1969 angehörte. Dort erarbeitete er die raumbezogenen Teile des Entwicklungsprogramms Ruhr und des Nordrhein-Westfalen-Programms 1975.
Von 1969 bis 1971 war Curdes Dozent am Institut für Umweltplanung Ulm der Universität Stuttgart (ehemalige Hochschule für Gestaltung). Im Jahr 1971 wurde er an die Rheinisch-Westfälische Technische Hochschule Aachen berufen, wo er als Ordentlicher Professor und Direktor des Instituts für Städtebau und Landesplanung von 1971 bis 1998 tätig war. Von 1972 bis 1978 saß er zudem als Sachkundiger Bürger im Ausschuss für Stadtplanung und Stadtentwicklung der Stadt Aachen und war von 1978 bis 1980 Mitglied der KMK-WRK-Kommission zur Erarbeitung der Rahmenordnung Architektur.
Curdes war 1965 eines der Gründungsmitglieder der Gesellschaft für Regionalforschung, der nationalen Gruppe der Regional Science Association, Philadelphia und zeitweilig ihr wissenschaftlicher Sekretär. Von 1986 bis 1991 war er Vorsitzender der Gesellschaft für Regionalforschung und von 1990 bis 1994 deutscher Vertreter in der Assoziation der Europäischen Planerschulen (AESOP). Aus einem 1981 gegründeten eigenen Architekturbüro mit zwei Partnern schied er nach einem Jahr aus Zeitgründen wieder aus.
Im Jahr 1979 erhielt Curdes einen Ruf auf den Lehrstuhl für Stadt- und Regionalplanung der Technischen Universität Berlin, blieb aber in Aachen. 1980 wurde er in die Deutsche Akademie für Städtebau und Landesplanung berufen.
In der Akademischen Selbstverwaltung der RWTH Aachen war Curdes langjähriges Mitglied des Fachbereichsrates der Fakultät für Architektur. Darüber hinaus war er von 1976 bis 1977 Abteilungsleiter der Abteilung Architektur und von 1992 bis 1994 Dekan der Fakultät für Architektur sowie zeitweise Mitglied des Hochschulfinanzausschusses, des Umweltforums und von 1986 bis 1992 Mitglied des Senats der RWTH Aachen.
Curdes war Fachpreisrichter in zahlreichen Wettbewerben, Gutachter der Deutschen Forschungsgemeinschaft und Berater der Stadt Köln zur Vorbereitung der Bewerbung zur Kulturhauptstadt Europas.
Curdes war von 2005 bis 2019 Mitglied des Arbeitskreises Denkmalpflege bei der Stadt Aachen, der die Anregung zur Einrichtung des Centre Charlemagne im Rahmen der Route Charlemagne der Stadt Aachen und zur Bildung des Geschichtsnetzwerkes Euregio Maas-Rhein initiierte. Darüber hinaus organisierte er 2014 für das Geschichtsnetzwerk zusammen mit der Stadt Aachen Veranstaltungen zur Erinnerung an die Weltkriege in der Region Aachen.
Curdes hat zwei Söhne und lebt mit seiner Frau in Aachen.

## Ehrungen
- 1998 Ökologiepreis Der grüne Apfel der Fachschaft Architektur der RWTH Aachen für die Lehre.
- 2016 Halstenberg-Preis (Halstenberg-Medaille) der Landesgruppe Nordrhein-Westfalen der Deutschen Akademie für Städtebau und Landesplanung für die Lebensleistung[3]

## Publikationen / Auswahl
- mit Konrad Stahl: Umweltplanung in der Industriegesellschaft. Lösungen und ihre Probleme. Hamburg 1970. Dem Buch liegt eine Sendereihe im WDR zugrunde, bestehend aus  sechs Sendeblöcken zum Thema Umweltplanung in der Industriegesellschaft, gesendet 1969/1970.
- mit Renate Oehmichen: Künstlerischer Städtebau um die Jahrhundertwende. Köln 1981. (Der Beitrag von Karl Henrici)
- mit Florian Fester, Peter Helmer: Entwicklungszentren. Köln 1980. (= Schriftenreihe Politik und Planung, Band 8),
- Bürgerbeteiligung, Stadtraum, Umwelt. Köln 1985. (= Schriftenreihe Politik und Planung, Band 14)
- mit Andrea Haase, Juan Rodriguez-Lores: Stadtstruktur: Stabilität und Wandel. Köln 1989.
- Vorlesungen zum Städtebau. Perioden, Leitbilder und Projekte des Städtebaus vom Mittelalter bis zur Gegenwart. Lehrstuhl für Städtebau und Landesplanung der RWTH Aachen. Aachen 1993.
- mit Armando Montanari, Leslie Forsyth: Urban Landscape Dynamics. A Multi-Level Innovation Process. Aldershot (UK) 1993.
- Stadtstruktur und Stadtgestaltung. Kohlhammer, Stuttgart 1993. 2. Auflage 1996. Chinesische Ausgabe: China Architecture and Building Press 2008
- Stadtstrukturelles Entwerfen. Kohlhammer, Stuttgart 1995. Chinesische Ausgabe 2008. China Architecture and Building Press
- mit M. Ulrich: Die Entwicklung des Kölner Stadtraumes. Der Einfluß von Innovationen und Leitbildern auf die Form der Stadt. Dortmund 1997.
- Die Entwicklung des Aachener Stadtraums. Der Einfluß von Innovationen und Leitbildern auf die Form der Stadt. Dortmund 1999. Digital unter:  oder
- Die Abteilung Bauen an der hfg Ulm – eine Reflexion zur Entwicklung, Lehre und Programmatik. Schriftenreihe club off ulm, e. V., Ulm 2001. Digital: PDF
- HfG – IUP – ZPI 1969–1972. Gestaltung oder Planung? Zum Paradigmenwechsel der 1960er und 70er Jahre am Beispiel der Hochschule für Gestaltung Ulm, des Instituts für Umweltplanung Ulm und des Planungsinstituts der Universität Stuttgart. Rohn-Verlag, Oktober 2015 (club-off-ulm.de).
- Architektur und Städtebau: 130 Jahre Lehre und Forschung an der RWTH Aachen. Eine Annäherung und Materialverdichtung in drei Bänden Band I: 1870 bis 1945; Band II: 1945 bis 2000; Band III: Rückblicke – Biographien – Daten. 2020. Vertrieb: Geymüller |  Verlag für Architektur Aachen, Berlin ISBN 978-3-943164-50-3 www.geymueller.de. 2. Auflage 2022.

### Herausgeberschaft
- Stadt Raum Innovation Curdes, G.; Ulrich, M.: Die Entwicklung des Kölner Stadtraumes. Der Einfluß von Leitbildern und Innovationen auf die Form der Stadt. Dortmund 1997 (The development of the urban space of Cologne) Haase, A.: Die Entwicklung des Duisburger Stadtraumes. Der Einfluß von Innovationen auf Räume und Funktionen. Dortmund 1999 (The development of the urban space of Duisburg) Curdes, G.: Die Entwicklung des Aachener Stadtraumes. Der Einfluß von Leitbildern und Innovationen auf die Form der Stadt. Dortmund 1999 (The development of the urban space of Aachen)

- HFG Ulm: 21 Rückblicke. Bauen – Gemeinschaft – Doktrinen. Schriftenreihe club off ulm e. V., 2006. Digital: PDF

## Projekte und Bauten (Auswahl)
- 1979: Trassenstudie B 6 Neu im Bremer Westen. Untersuchung im Auftrag der Stadt Bremen. Aachen, Institut für Straßenwesen + ISL mit W. Leins; F.W.Oellers; W.Mesenholl; St.Winter und J.Meyer-Brandis
- 1982: Stadtteilerneuerung Trier-Süd mit Büro für Stadt- und Verkehrsplanung.
- 1986: 3 Bebauungspläne Stadtmitte Herzogenrath, mit A.Haase. ISL
- 1987: Platzgestaltung Herzogenrath-Mitte, mit B.Borghoff; A.Classen. ISL
- 1988: Verkehrsberuhigung und Innenstadtentwicklung Hückelhoven, mit G. Bruchhaus; M. Grönhagen. ISL
- 1988: Städtebauliches Entwicklungskonzept zur Erneuerung des Aachener Raumes. Arbeitsgemeinschaft ISL/HMS, mit P. Helmer; A. Kranefeld; H. Kummer; R. Westerheide. ISL
- 1989–1990: Platzgestaltung Herzogenrath-Kohlscheid, mit M. Grönhagen. ISL
- 1990–1991: Integriertes Städtebau- und Verkehrskonzept für Bremen-Nord. In Zusammenarbeit mit dem Büro Harloff/Hensel Aachen. Im Auftrage der Stadt Bremen. ISL. Bearbeiter: G. Curdes; H. Hensel; L. Forsyth; B. Pechan-Fillah; R. Migenda; B. v. Byern.
- 1989–1993: Vier Bebauungspläne mit Gestaltungssatzung für den gesamten Kernbereich des Kurortes Rengsdorf/Westerwald (Mitarbeit cand.arch. Moijsisch)
- 1993: Städtebaulicher Rahmenplan für Krefeld-Oppum mit Büro raumplan, Aachen, U.Wildschütz
- 1997: G. Curdes u. a.: GRÜN-RAUM-STRUKTUR: Zur Komplementarität von Bebauungs- und Grünsystem im Innenbereich der Stadt Aachen. Untersuchung des Instituts für Städtebau und Landesplanung im Auftrag des Umweltamtes der Stadt Aachen. Aachen
- 1998: Entwurf zum Umbau der Domplatte zwischen Hauptbahnhof und der Dom-Nordseite in Köln
- 2004: G. Curdes, Westerheide, R., Wildschütz, U.: Alsdorf 2015 – Handlungsprogramm Stadtentwicklung und Stadtmarketing 2004–2015. Aachen
- 1956 Entwürfe für Läden und Ausstellungen (Olympia, AG, Wilhelmshaven).
- 1956–57 Entwürfe und Detaillierung für Innenausbauten und Hochbauten (Büro Friedrich Schumacher, Bremen).
- 1957–59 Detaillierung und Bauleitung Gemeindezentrum Bremen-Hastedt (Büro Carsten Schröck).
- 1957–1962: Entwurf mehrerer Wohnhäuser im Raum Neuwied.
- 1975: Eigenes Wohnhaus in Aachen.